# Banjica (Glogovac)
Pour les articles homonymes, voir Banjica.
Baicë en albanais et Banjica en serbe latin (en serbe cyrillique : Бањица) est une localité du Kosovo située dans la commune/municipalité de Gllogoc/Glogovac, district de Pristina (Kosovo) ou district de Kosovo (Serbie). Selon le recensement kosovar de 2011, elle compte 2 307 habitants.

## Histoire
Sur le territoire du village se trouve le site de Vučak dont les vestiges remontent à la Préhistoire et au Moyen Âge ; mentionné par l'Académie serbe des sciences et des arts, il est inscrit sur la liste des monuments culturels du Kosovo.

## Démographie

### Évolution historique de la population dans la localité
| 1948 | 1953 | 1961 | 1971  | 1981  | 1991  | 2011  |
| ---- | ---- | ---- | ----- | ----- | ----- | ----- |
| 615  | 649  | 826  | 1 064 | 1 598 | 2 135 | 2 307 |

|  |

### Répartition de la population par nationalités (2011)
En 2011, les Albanais représentaient 99,87 % de la population.